# Liza Lou

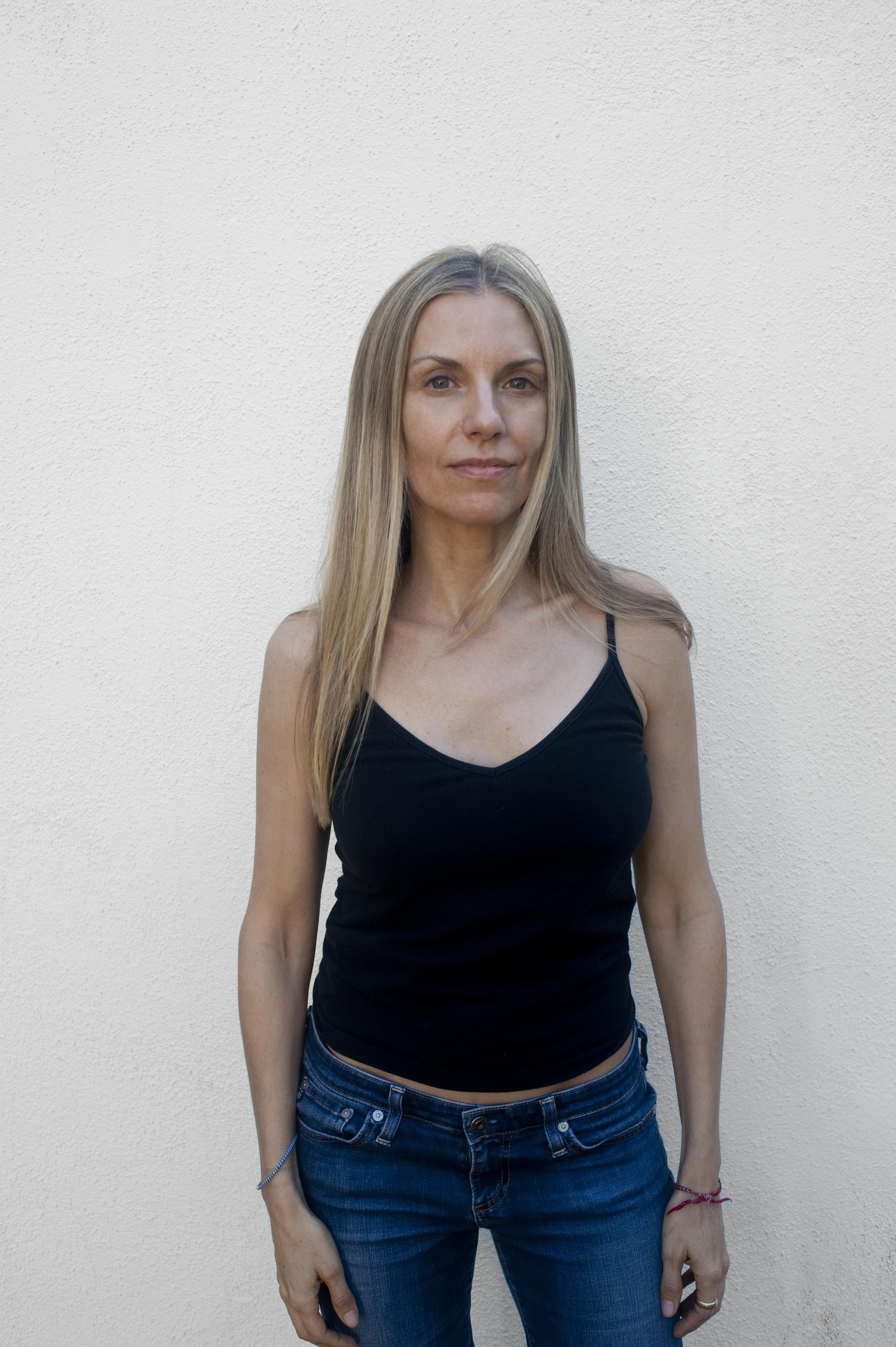

Liza Lou (Nueva York, 1969) es una artista visual estadounidense. Es especialmente conocida por sus creaciones a gran escala, elaboradas con materiales poco habituales en la práctica artística y de carácter monótono, como cuentas de collares, normalmente de vidrio o plástico.

## Biografía
Lou nació en Nueva York en 1969. Actualmente vive y trabaja en Los Ángeles, aunque también ha trabajado en KwaZulu-Natal (Sudáfrica). Parece que su interés en la actividad artística se despertó en 1991 después de un viaje a Italia. Impresionada por los maestros renacentistas y su habilidad en la representación del paisaje toscano, Lou sintió la necesidad de reproducir su paisaje, de construir una realidad llena de colores que reflejara el paisaje urbano americano. Es en este deseo donde arranca la creación de dos de sus obras más celebradas, Kitchen (cocina) y Backyard (el patio de su casa). No obstante, estas obras esconden una reflexión y una crítica profunda.